# Bandiera dell'Algeria
La bandiera dell'Algeria è un bicolore verde (lato dell'asta) e bianco, al centro del quale sono presenti una mezzaluna e una stella, entrambe rosse. Adottata il 3 luglio 1962, è simile a quelle precedenti; trarrebbe ispirazione dai colori usati da Abd el-Kader nel XIX secolo.
Per quanto riguarda le interpretazioni date a ciascuno dei colori, esse sono diverse: per Malek Chebel, il bianco simboleggia la purezza e il verde l'islam; secondo Khaled Merzouk, il verde rappresenta la terra e l'agricoltura, mentre il bianco la pace; Benjamin Stora, invece, sostiene che i tre colori rappresentino i paesi del Maghreb con l'idea dell'unione. La mezzaluna, un simbolo islamico, prende origine dalla bandiera ottomana, mentre la stella rappresenta i cinque pilastri dell'islam.

## Bandiere storiche

Stendardo del Regno di Tlemcen (XIV secolo)
Bandiera del Regno di Tlemcen (1388-1488)
Bandiera del Regno di Tlemcen (1488–1556)
Reggenza di Algeri (1516-1830)
Stendardo dei bey di Costantina (XVI secolo–1837)
Bandiera del Regno di Ait Abbas (1510-1872)
Bandiera dell'Emirato di Abd el-Kader (1832–1848)
Bandiera di Kel Ahaggar (pre-1977)
Bandiera dell'Algeria francese (1830-1962)
Bandiera dei nazionalisti algerini (1940)
Bandiera della rivolta di Sétif (1945)
Bandiera del governo provvisorio della Repubblica Algerina (1958–1962)
Variante della bandiera del governo provvisorio della Repubblica Algerina (1958–1962)